# Sophia Hawthorne
Sophia Amelia Peabody Hawthorne (født 21. september 1809, død 26. februar 1871) var maler og illustrator og gift med den amerikanske forfatter Nathaniel Hawthorne. 
Hawthorne offentliggjorde desuden sine dagbøger og forskellige artikler.